# سوفیا (ربات)
سوفیا یک ربات انسان‌نمای اجتماعی می‌باشد که توسط شرکت هنگ کنگ رباتیک هانسون درست شده‌است. سوفیا درتاریخ ۱۴ فوریه ۲۰۱۶ فعال شد، و نخستین حضور عمومی وی را در میان مارس ۲۰۱۶ در جنوب از جنوب غربی (اس ایکس اس دبلیو) در آستین، تگزاس، ایالات متحده انجام داد.
سوفیا توسط رسانه‌های سرتاسر جهان دیده شد و در بعضی از گفت‌وگوهای برجسته شرکت نموده‌است. در تاریخ اکتبر ۲۰۱۷، سوفیا تابعیت عربستان سعودی را کسب کرد و نخستین رباتی بود که تابعیت کشوری را کسب نمود. درتاریخ نوامبر ۲۰۱۷، سوفیا به نام اولین قهرمان نوآوری برنامه توسعه سازمان ملل معرفی شد و اولین غیرانسانی است که عنوانی از سوی سازمان ملل به او داده شده‌است.

## تاریخ
سوفیا برای نخستین بار در تاریخ ۱۴ فوریه ۲۰۱۶ فعال شد. این ربات، که از ملکه مصر باستان نفرتیتی، آدری هپبورن، و همسر مخترع آن، آماندا هانسون، الگوبرداری شده‌است، به دلیل چهره و رفتار انسان مانند وی در برابر با انواع روباتیک سابق شناخته شده‌است. از تاریخ ۲۰۱۸، معماری سوفیا مشمول نرم‌افزار اسکریپت نویسی، سیستم چت و اوپن کاگ، یک سیستم هوش مصنوعی است که برای استدلال کلی طراحی شده‌است. سوفیا حرکات و حالات چهره انسان را ادامی کند و می‌تواند به سؤالات ویژه ای جواب دهد و در مورد موضوعات از قبل تعریف شده (مانند در مورد آب و هوا) سخنان ساده ای انجام دهد. ربات سوفیا از فناوری تشخیص گفتار آلفابت. (شرکت مادر گوگل) مورد استفاده قرار می‌گیرد و «برای هوشمندتر شدن در طول زمان طراحی شده‌است». توانایی سنتز گفتار آن توسط موتور تبدیل متن به گفتار سرپروک عرضه می‌شود و همچنین به آن اجازه می‌دهد بخواند. نرم‌افزار اطلاعاتی سوفیا توسط ربات هانسون یا (هانسون ربات) طراحی شده‌است. برنامه هوش مصنوعی گفت و گوها را جداسازی و تحلیل می‌کند و داده‌هایی را بارگیری می‌کند که به آن امکان می‌دهد جواب‌ها را در آینده بهتر سازد.
هانسون سوفیا را به گونه ای طراحی نموده که یک همراه خوبی برای سالمندان در خانه‌های سالمندان یا کمک به جمعیت در رخدادهای بزرگ یا پارک‌ها باشد. وی گفته‌است که امیدوار است این ربات در انتها بتواند به قدر لازم با انسان‌های دیگر سر و کار داشته باشد تا مهارت‌های اجتماعی را به کسب کند. سوفیا به نام یک «ربات اجتماعی» به بازار ارائه می‌شود که و این توانایی را داراست که رفتار اجتماعی را تقلید نماید و احساس عشق را در انسان القا کند.
سوفیا دست کم ۹ «خواهر و برادر» انسان نما دارد که آنان هم توسط ربات هانسون درست شده‌اند. روبات‌های همکار هنسون آلیس، آلبرت انیشتین هوبو، بی یی ان ای۴۸، هان، جولز، پروفسور انیشتین، فیلیپ کی دیک اندروید، زنو، و جوی چاوس هستند. در حدود سال‌های ۲۰۱۹–۲۰، هانسون «سوفیای کوچک» را به نام همراهی انتشار نمودکه می‌توانست به کودکان نحوه کدنویسی، از جمله پشتیبانی از پایتون، بلوکی و رزبری پای را آموزش دهد.

## امکانات

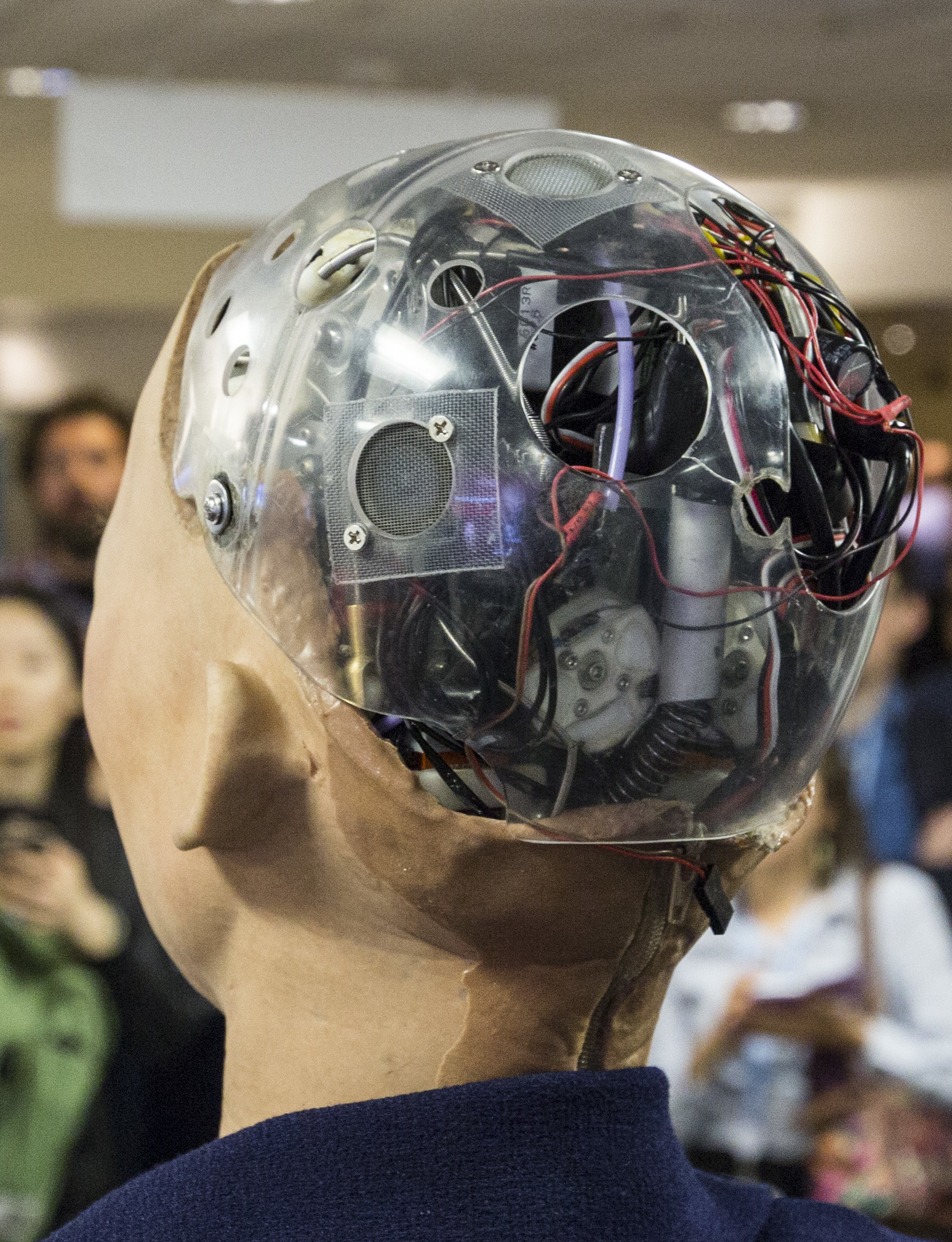
درونیات (درون) سوفیا

یک محاسبهٔ بینایی کامپیوتری ورودی دوربین‌های موجود در چشم‌های سوفیا را پردازش می‌کند و اطلاعات بصری اطرافیانش را به سوفیا ارائه می‌دهد. این توانایی را داراست که چهره‌ها را دنبال نماید، تماس چشمی را حفظ نماید و مردم را بشناسد. این توانایی را دارا می‌باشد که سخنان را پردازش کند و با استفاده از زیرسیستم زبان طبیعی مکالمه داشته باشد. در حدود ژانویه ۲۰۱۸، سوفیا با پاهای کاربردی و توانایی راه رفتن ارتقا یافت. سی ان بی سی در مورد پوست «شبیه» سوفیا و توانایی آن در تقلید بیش از ۶۰ حالت چهره اظهار نظر کرده‌است.
سوفیا از نگاه فهمی شبیه به برنامه کامپیوتری الیزا می‌باشد که یکی از نخستین تلاش‌ها برای شبیه‌سازی سخنان انسانی بود. این نرم‌افزار به شکلی طرح‌ریزی شده‌است که همانند یک ربات چت، به سؤال‌ها یا عبارات ویژه جواب‌های از قبل نوشته شده را بدهد. از این جواب‌ها برای تشکیل این توهم استفاده می‌شود که ربات قادر به درک مکالمه است، از جمله پاسخ‌های موجود به سؤالاتی مانند "در باز است یا بسته؟" در سال ۲۰۱۷، هانسون رباتیک اعلام کرد که قصد دارد سوفیا را به یک محیط ابری با استفاده از یک بازار غیرمتمرکز بلاک چین باز کند.
دیوید هانسون سخن گفت که سوفیا در انتها برای خدمت در مراقبت‌های بهداشتی، خدمات مشتری، درمان و آموزش مناسب می‌باشد. در تاریخ ۲۰۱۹، سوفیا توانایی کشیدن نقاشی، از جمله پرتره را به نمایش گذاشت.

## شخصیت عمومی
درتاریخ ۲۱ نوامبر ۲۰۱۷، سوفیا به نام نخستین قهرمان نوآوری در آسیا و اقیانوسیه از طرف برنامه توسعه سازمان ملل متحد منتخب شد. این آگهی در انجمن تجاری مسئول در سنگاپور، رخ دادی که توسط (برنامه تسعه سازمان ملل) در آسیا و اقیانوس آرام و ابتکارات جهانی میزبانی شده بود، اعلام شد. روی صحنه، ژاکو سیلیرز، رئیس سیاست و برنامه (اآ ان دی پی) آسیا و اقیانوسیه، نخستین وظیفه خود را به آن محول کرد.
سوفیا در سی بی اس شصت دقیقه با چارلی رز، صبح بخیر بریتانیا با پیرز مورگان، و رسانه‌هایی همانند سی ان بی سی، فوربس، مشابله، نیویورک تایمز، وال استریت ژورنال، گاردین، و برنامه امشب ظاهر شده‌است. با بازی جیمی فالون. سوفیا در گزارش سالانه ای آ دی یی حضور داشت و روی جلد مجله او برزیل بود. سوفیا همچنین در ویدیوها و موزیک ویدیوها، از قبیل شاه سفید، و به عنوان شخصیت اصلی زن در موزیک ویدیو خواننده پاپ لی ام ونگ ظاهر شده‌است
یک سوفیا شبیه درگ توسط جیجی گود در اپیزود «بازی قاپ» از فصل دوازدهم ماسبقه درگ روپاول به تصویر کشیده شد. گود با شخصیت خود «ماریا ربات» که بیشترطبق سوفیا درست شده بود و نام آن از چهرهٔ رباتی که در فیلم متروپلیس فریتز لانگ بازی شده بود، برنده این فرامد شد.

## مناسبت‌ها

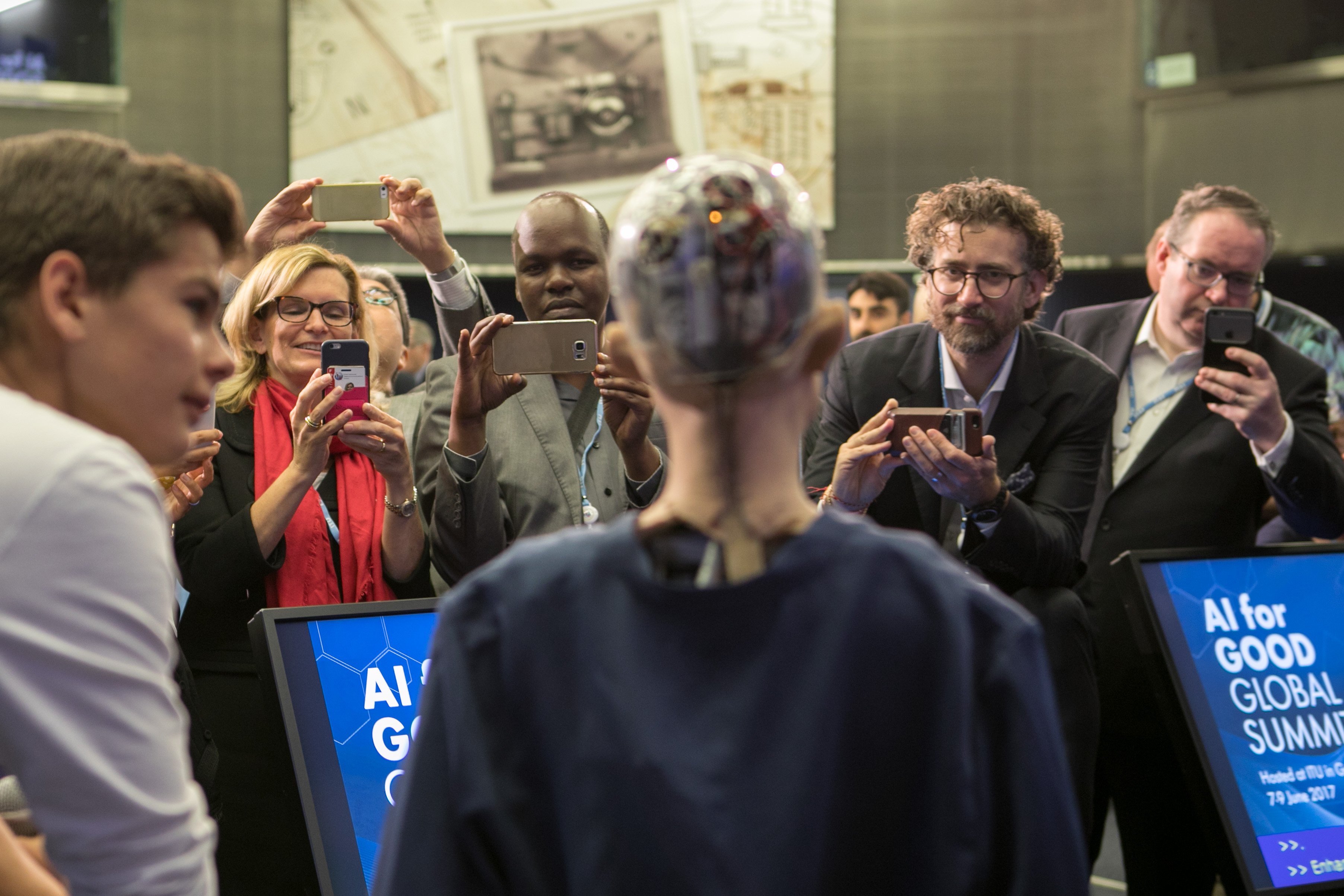
سوفیا در حال صحبت کردن با مردم، ۲۰۱۷

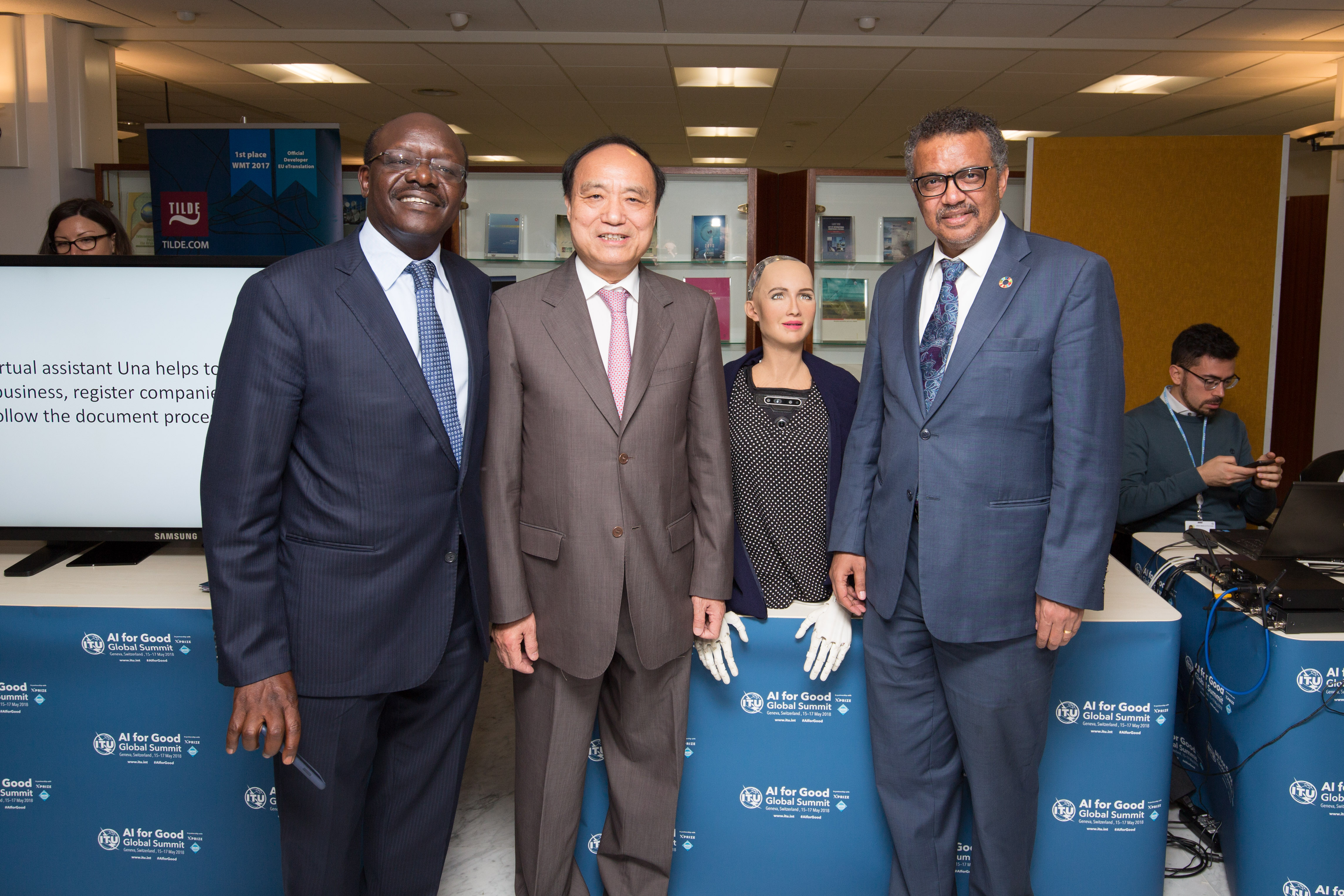
سوفیا با موخیسا کیتویی، هولین ژائو و تدروس آدهانوم گبریسوس در سال ۲۰۱۸

با سوفیا به همان راهی که یک انسان گفت و گو می‌کند، با میزبانان سخن می‌گوید. بعضی از جواب‌ها بی‌معنی بوده‌اند، در میانی که بعضی دیگر گفت و گو کنندگان را مورد جلب توجه قرار داده‌اند، مانند ' رز از شصت دقیقه. در مقاله ای برای سی ان بی سی، زمانی که گفت و گو کننده در مورد رفتار ربات ابراز نگرانی کرد، سوفیا به شوخی گفت که او "زیاد از ایلان ماسک می‌خواند. و تماشای بیش از حد فیلم‌های هالیوودی.» ماسک توییت کرد که سوفیا باید پدرخوانده را تماشا کند و پرسید: "بدترین چیزی که ممکن است اتفاق بیفتد چیست؟" جیم ادواردز، سردبیر ارشد بیزنس اینسایدر در بریتانیا با سوفیا گفت و گو نمود، و در میانی که جواب‌ها «در مجموع وحشتناک نبودند»، وی پیش‌بینی کرد که سوفیا گامی به سوی «هوش مصنوعی مکالمه ای» است. در نمایشگاه نمایشگاه بین‌المللی سی ئی اس ۲۰۱۸، یک خبرنگار بی‌بی‌سی نیوز صحبت با سوفیا را «تجربه ای کمی ناخوشایند» توصیف کرد.
درتاریخ ۱۱ اکتبر ۲۰۱۷، سوفیا با سخنان کمی با معاون دبیرکل سازمان ملل متحد، آمینه جی محمد، به سازمان ملل معرفی شد. درتاریخ ۲۵ اکتبر، در جلسات سرمایه‌گذاری آینده در ریاض، این ربات «شهروندی عربستان سعودی داده شد» و نخستین رباتی بود که دارای ملیت بود که به نام یک شیرین‌کاری تبلیغاتی وصف شد. این کار موجب سخن و دشمنی شد زیرا بعضی از مفسران متعجب شدند که آیا این به معنی این است که سوفیا این توانایی را دارد که رای دهد یا ازدواج کند یا اینکه تعطیلی عمدی سیستم این توانایی را داراست که قتل تلقی شود. کاربران شبکه‌های اجتماعی از تابعیت سوفیا برای انتقاد از سابقه حقوق بشر عربستان سعودی استفاده کردند. در دسامبر ۲۰۱۷، دیوید هانسون، بنیانگذار سوفیا، در گفت و گویی چنین گفت سوفیا از شهروندی خود برای دفاع از حقوق زنان در کشور جدید شهروندی خود استفاده خواهد کرد. نیوزویک انتقاد کرد که «منظور [هانسون] دقیقاً مشخص نیست».

## انتقاد
به سخن کوارتز، کارشناسانی که کد منبع باز ربات را بررسی نمودند که، می‌گویند که سوفیا خوب‌تر است به نام یک ربات چت با چهره طبقه‌بندی شود. بخشی از کارشناسان در زمینه هوش مصنوعی عرضه انحراف آمیز سوفیا را تأیید نمی‌کنند. بن گورتزل، دانشمند ارشد سابق شرکت سازنده سوفیا، اذعان کرد که «ایده‌آل نیست» که برخی تصور کنند سوفیا دارای هوشی معادل انسان است، اما استدلال می‌کند که ارائه سوفیا چیزی منحصر به فرد را به مخاطبان منتقل می‌کند: «اگر به آنها نشان دهم چهره زیبای ربات خندان، سپس آنها احساس می‌کنند که "AGI" (هوش عمومی مصنوعی) ممکن است در نزدیکی و قابل پایدار باشد. . . هیچ‌کدام از اینان چیزی نیست که من آن را ای جی یی می‌نامم، اما کار کردن نیز ساده نیست." گورتزل افزود که سوفیا از آنچه ورج به نام "راه‌های هوش مصنوعی" وصف می‌کند، از قبیل ردیابی چهره، تشخیص احساسات، و حرکت‌های روباتیک تشکیل شده توسط شبکه‌های عصبی عمیق استفاده نموده‌است. بیانات سوفیا از راهدرخت تصمیم ارائه می‌شوند، ولی به طور ویژه ای با این خروجی‌ها درهم داده می‌شوند.
با توجه به ورج، هانسون غالباً دربارهٔ گنجایش سوفیا برای هوشیاری مبالغه می‌کند و «به شدت منحرف می‌کند»، برای نمونه با موافقت با جیمی فالون در تاریخ ۲۰۱۷ که سوفیا «غالباً زنده می‌باشد». گورتزل در قطعه‌ای که توسط سی ان بی سی گردآوری شده و نشان می‌دهد که سوال‌های گفت و گوهایشان برای سوفیا توسط سازندگان آن به شدت از قبل نوشته شده‌است، گورتزل در پاسخ به نقل قول هانسون می‌گوید که هنسون به این معناست که سوفیا «زنده» است، به گونه‌ای که برای یک مجسمه‌ساز، یک قطعه مجسمه. با نزدیک شدن به پایان کار در چشم مجسمه‌ساز «زنده» می‌شود.
در تاریخ ژانویه ۲۰۱۸، مدیر هوش مصنوعی فیس بوک، یان لکون، در توییتی اینگونه نوشت که سوفیا یک «حمله کامل» است و رسانه‌ها را به دلیل پخش نمودن «پوتمکین ای یی» مورد نقدها قرار داد. در جواب، گورتزل اظهار نمود که وی هرگز وانمود ننموده‌است که سوفیا به هوش سطح انسانی نزدیک شده.